# Елизабет фон Майсен
Елизабет (на немски: Elisabeth von Meißen) е принцеса от род Ветини и чрез женитба бургграфиня на Нюрнберг.

## Биография
Родена е на 22 ноември 1329 година в замъка „Вартбург“ край Айзенах. Тя е първата дъщеря на тюрингския ландграф и маркграф Фридрих II от маркграфство Майсен (1310 – 1349) и Мехтхилд/Матилда Баварска (1313 – 1346), най-възрастната дъщеря на император Лудвиг Баварски и първата му съпруга Беатрикс от Силезия-Глогау.
Елизабет се омъжва на 7 септември 1350 г. в Йена за Фридрих V († 21 януари 1398), бургграф на Нюрнберг от 1357 г. от рода Хоенцолерн.
Тя умира на 21 април 1375 година на 45-годишна възраст. Погребана е в Хайлсброн.

## Деца
Елизабет и Фридрих V имат осем деца:
- Беатриса (1355 – 1414), от 1375 г. съпруга на херцог Албрехт III от Австрия († 29 август 1395)
- Елизабет (1358 – 1411), от 1374 г. съпруга на крал Рупрехт от Германия († 18 май 1410)
- Агнес (* 1366, † 22 май 1432), омъжена от 1386 в Констанц за фрайхер Фридрих фон Дабер († 15 юли 1410), 1411 – 1432 абатиса на манастира в Хоф на Заале
- Маргарета (1367 – 1406), от 15 октомври 1383 г. съпруга на ландграф Херман II от Хесен († 24 май 1413)
- Йохан III (1369 – 1420), бургграф, маркграф на Кулмбах
- Фридрих VI (1371 – 1440), бургграф, като Фридрих I първият курфюрст на Бранденбург от Хоенцолерните (1415 – 1440)
- Анна (1375 – 1392)
- Катарина (1375 – 1409), абатиса на манастира в Хоф на Заале